# Alex Ryssholm
Alex Ryssholm född 23 april 1958 i Sovjetunionen, är en ryskfödd svensk jurist, affärsman och fotbollsledare. 
Ryssholm bodde under några år på barnhem i Leningrad. Han utbildade sig till jurist och jobbade i tio år som polischef i Leningrad. Han lämnade Sovjetunionen 1989 och flyttade till Sverige. Han hade då redan etablerat sig på den europeiska bussmarknaden, en position han har kvar som ledare för bolaget Busmarket Sweden. Han är också verksam i en rad andra bolag.
Ryssholm grundade 2007 Athletic FC Academy, ett privat bolag som erbjöd extraträning för unga killar från olika klubbar. Projektet växte och man startade egna ungdomslag, ett A-lag bildades genom ett övertagande av Väsby United inför säsongen 2012. Inför säsongen 2013 bytte föreningen namn till AFC United. Klubben flyttade till Eskilstuna och bytte namn till i AFC Eskilstuna, Ryssholm är klubbens ordförande.
Ryssholm är ett taget efternamn.